# Ruínas da Igreja da Matriz (Vila Bela da Santíssima Trindade)
As Ruínas da Igreja da Matriz é são bens tombados localizados no município de Vila Bela da Santíssima Trindade, no Mato Grosso.
As ruínas da igreja ficam localizadas no extremo oeste do estado, às margens do Rio Guaporé. Elas simbolizam as ruínas da antiga capital da Província de Mato Grosso. Os escombros estabelecem um símbolo histórico da expansão colonial portuguesa.
As ruínas apresentam paredes em adobes de grande espessura e alicerces com embasamento de cantaria em pedra canga.
A matriz jamais foi finalizada, possivelmente, uma vez que sua construção iniciou-se no período da decadência de Vila Bela.
As ruínas foram tombadas pelo Instituto do Patrimônio Histórico e Artístico Nacional (IPHAN) em 1988.